# Abraham Wheelocke
Abraham Wheelocke (* 1593 in Whitchurch, Shropshire; † 25. September 1653), auch Wheelock oder Wheloc(us), war ein britischer Linguist und Historiker.
Wheelocke erwarb 1618 den Magister Artium-Abschluss am Trinity College in Cambridge und wurde dort 1619 Fellow des Clare College. Im selben Jahr wurde er ordiniert und hatte verschiedene Pfarrstellen, bevor er 1629 Universitätsbibliothekar in Cambridge wurde. 1635 wurde er außerdem Professor für arabische Sprache. Er unterrichtete auch angelsächsische Studien.
Er trug zur mehrsprachigen Ausgabe der Bibel von Brian Walton, der sogenannten Londoner Polyglotte, bei und veröffentlichte eine lateinisch-persische Ausgabe der Evangelien (1657).
Von ihm stammt die Editio princeps der angelsächsischen Übersetzung der Historia ecclesiastica gentis Anglorum von Beda Venerabilis (zusammen mit dem ursprünglichen lateinischen Text, mit angelsächsischen Gesetzestexten und Homilien von Ælfric Grammaticus, von Wheelocke ins Lateinische übersetzt) sowie der Angelsächsischen Chronik.

## Schriften
- Historiae ecclesiasticae gentis Anglorum libri V. Cambridge: Roger Daniel, 1643 (Digitalisat)
- Historiae ecclesiasticae gentis Anglorum libri V. [...] Quibus accesserunt Anglo-Saxonicae leges: Et ultimò, leges Henrici I. nunc primùm editae. Cambridge: Roger Daniel, 1644 (Digitalisat)
- Αρχαιονομια, sive de priscis Anglorum legibus libri. Cambridge: Roger Daniel, 1644 (Digitalisat)
- Quatuor evangeliorum domini nostri Jesu Christi versio Persica Syriacam & Arabicam suavissimè redolens. London: Jacob Flesher, 1657 (Digitalisat)